# Szuha
Szuha é um município da Hungria, situado no condado de Nógrád. Tem 17,56 km² de área e sua população em 2015 foi estimada em 561 habitantes.